# Westland Welkin
«Вестленд Велкін» (англ. Westland Welkin) — британський одномісний двомоторний висотний винищувач, що перебував на озброєнні Королівських ВПС Великої Британії за часів Другої світової війни. Винищувач, розроблений компанією Westland Aircraft був створений для перехоплення бомбардувальників на великих висотах аж до стратосфери.

## Історія
В 1940 році Міністерство авіації видало специфікацію F.4/40 на створення винищувача здатного діяти на висоті 12 км, як відповідь на існуючий німецький висотний бомбардувальник Junkers Ju-86P оснащеного гермокабіною і здатного досягати висоти 10 км. Компанія Westland Aircraft вже мала досвід з створення важкого винищувача Whirlwind і тому вирішила створити дизайн. Висота застосування вимагала крило великого розмаху і гермокабіна для пілота. Броньована і герметична кабіна з легких сплавів створювалась як окремий модуль який кріпився до передньої ферми крила.

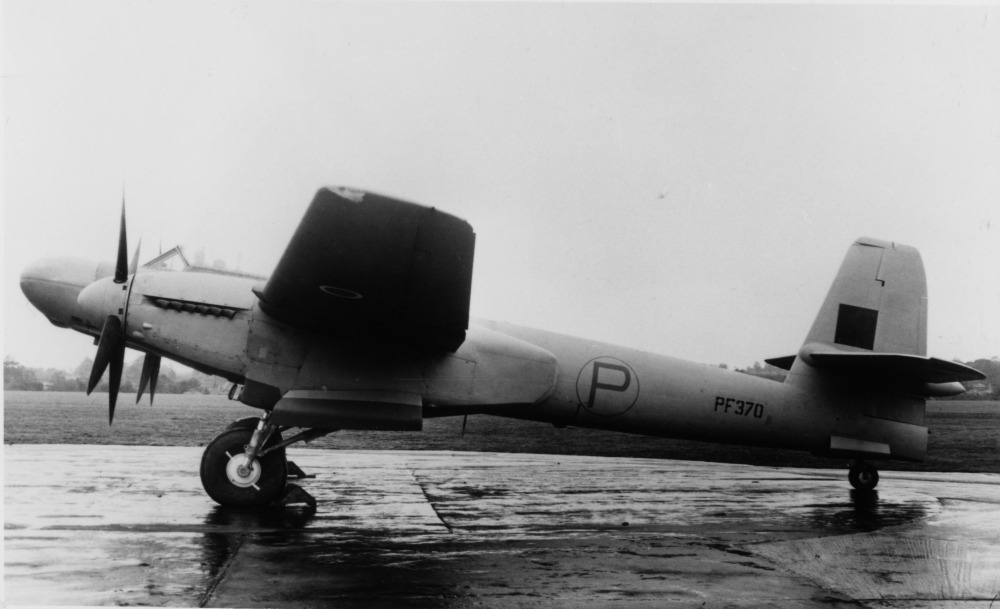
«Велкін NF. Mk.II» з характерним довгим носом для радара.

Після видачі переглянутої специфікації F.7/41 були виділені кошти на побудову першого прототипа літака, який отримав назву «Велкін» (англ. Welkin) — староанглійського слова на позначення небесної сфери. Перший прототип здійнявся в повітря 1 листопада 1942 року, а згодом був готовий і другий з іншим хвостовим оперенням. Наступного року почалось серійне виробництво і загалом було виготовлено 77 літаків, хоча початкове замовлення було більшим.
Жоден з «Велкінів» так і не використовувався в бойових частинах, оскільки загроза німецьких бомбардувальників в стратосфері так і не матеріалізувалась. Проте «Велкіни» інтенсивно використовувались для дослідження польотів на таких висотах, зокрема випробування з впорском зрідженого кисню в двигуни.
В 1944 році Westland також створило прототип двомісної версії «Велкіна» для ролі нічного винищувача за специфікацією F.9/43. Він оснащувався радаром AI Mk.VIII, мав зміщену вперед кабіну і збільшені кути огляду. Проте ВПС вже мали в достатній кількості нічні винищувачі NF Mosquito, і «Велкін NF. Mk.II» cерійно не запускався.

## Тактико-технічні характеристики

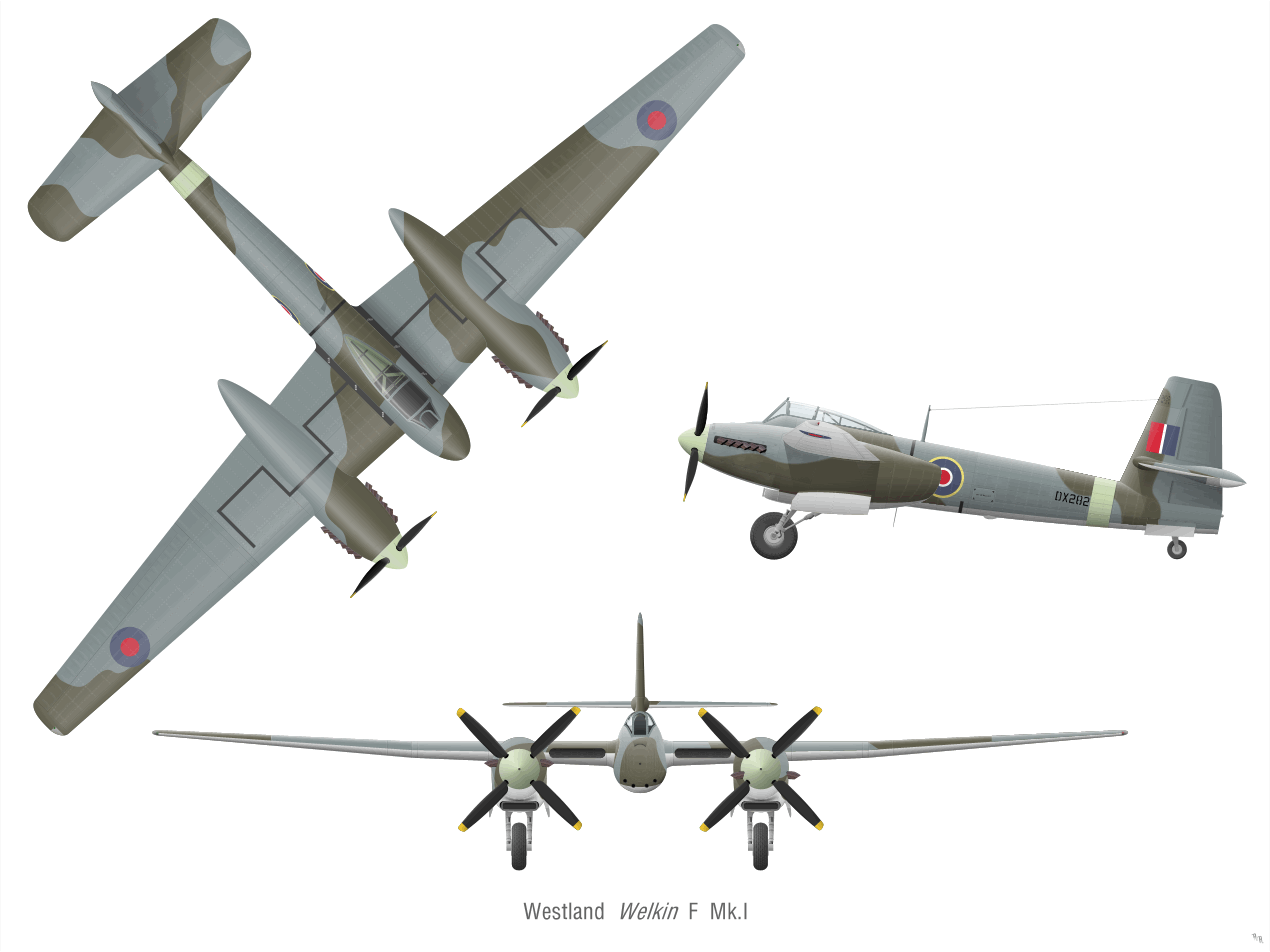

Дані з Consice Guide to British Aircraft of World War II

### Технічні характеристики
- Екіпаж: 1 особа
- Довжина: 12,67 м
- Висота: 4,80 м
- Розмах крил: 21,34 м
- Площа крил: 42,73 м²
- Маса порожнього: 5270 кг
- Максимальна злітна маса: 7938 кг
- Двигуни: 2 × Rolls-Royce Merlin 76/77
- Потужність: 2 × 1250 к.с. к. с. (932 кВт)

### Льотні характеристики
- Максимальна швидкість: 623 км/год (на висоті 7925 м.)
- Практична стеля: 13 410 м.
- Дальність польоту: 1930 км.

### Озброєння
- Стрілецьке:
  - 4 × 20-мм курсові гармати в носі